# Gonomyia (Gonomyia) andicola
Gonomyia (Gonomyia) andicola is een tweevleugelige uit de familie steltmuggen (Limoniidae). De soort komt voor in het Neotropisch gebied.
De wetenschappelijke naam voor de soort werd voor het eerst gepubliceerd in 1913 door Charles Paul Alexander.